# مسجد مشرفة
مسجد مشرفة التاريخي هو مسجدٌ تاريخيٌ يقع بروضة سدير بمحافظة المجمعة التابعة لمنطقة الرياض. بُني المسجد في سنة 1697 تقريبًا.

## تاريخه
يرجع تاريخ بناء المسجد إلى ما قبل نحو 320 عاماً اعتبارًا من عام 2017، ويتميز المسجد ببنائه على الطراز النجدي، ويعتبر المسجد من أبرز المباني التاريخية بروضة سدير.
وترجع أهمية المسجد التاريخية كونه يعد من أقدم المساجد بروضة سدير، وقد تهدم المسجد وأعيد بنائه في عام 1339هـ، كما هو مدون أعلى محراب المسجد، وقد ظلت الصلاة فيه حتى توقفت بعد خروج السكان من البلدة.

## الترميم
تم ترميم المسجد عدة مرات ومن أبرزها عملية الترميم التي جرت عام 1418هـ، كما قامت بلدية روضة سدير بالبدء بأعمال الترميم للمسجد والقرية عام 1432هـ.

## الأئمة
من ابرز الأئمة لمسجد الشيخ عبد الله بن عبيد والشيخ تركي بن فوزان والشي عبد الرحمن بن معمر والشيخ حماد العمر والشيخ عبد العزيز إبراهيم بن فارس ومن أبرز المؤذنين أبراهيم بن سليمان وعبد اللطيف البابطين والذذي كان مؤذن بالمسجد لمدة 60 سنة.

## التكوين المعماري
يتميز المسجد ببنائه على الطراز النجدي وقد تم بنائه من الطين والحجر وسقفه مبني من خشب الأثل وسعف النخيل، وتبلغ مساحته الكلية نحو 467م، ويتسع إلى نحو 480 مصلياً.

### المكونات

#### المئذنة
تقع المئذنة شمال شرق المسجد، وهي مخروطية الشكل تضيق إلى الداخل كما ارتفعت إلى الأعلى، وقد تم بناؤها من الطين والحجر، ويبلغ ارتفاعها نحو 13.17م، ويقع مدخل المئذنة أعلى السطح، وتحتوي على سلم داخلي كان يستخدم لصعود المؤذن، وقد تم تزيين المئذنة بخمسة إطارات من المثلثات المعكوسة البارزة (الحداير) يعلوها إطار من اللياسة الجصية.

#### بيت الصلاة[1]
يعتبر بيت الصلاة المكون الرئيس للمسجد، وهو مستطيل الشكل تبلغ مساحته نحو 160م، ويتكون من ثلاثة أروقة موازية لحائط القبلة، ويرتكز سقفه على أعمدة حجرية مستديرة تحمل عقود مثلثة وبه محراب ومنبر يتوسطان حائط القبلة

#### السرحة
تقع السرحة شرق المسجد وهي عبارة عن فناء مكشوف مستطيل الشكل محاط بسور من ثلاثة اتجاهات، وتبلغ مساحتها نحو 168م، وتحتوي على مداخل المسجد الرئيسة، ومدخل الخلوة الشمالية، كما يقع بداخل السلم المؤدي إلى السطح والمئذنة

#### خلوة المسجد
تقع الخلوة أسفل المسجد وهي مستطيلة الشكل تبلغ مساحتها نحو 200م، وتتكون من أربعة أروقة موازية لحائط القبلة ويرتكز سقفها على أعمدة حجرية مستديرة تحمل تيجاناً حجرية (قنايع) مستطيلة الشكل، وبها محراب يتوسط حائط القبلة، واللخوة مدخلان يقعان بالحائط الشرقي، وتستخدم الخلوة في فصل الشتاء نظراً لشدة البرودة.

#### الميضأة
تقع شمال شرق المسجد، وهي مستطيلة الشكل يرتكز سقفها على عمود واحد، وتبلغ مساحتها نحو 19م، وتحتوي على حوض صغير مستطيل الشكل مبني من الصخرة وغرفة للاغتسال، ولها ثلاث مداخل، وتوجد بعض الفتحات الموزعة على حوائطها الداخلية

#### المحاريب
يحتوي المسجد على محرابين، يقع المحراب الأساسي داخل بيت الصلاة وسط حائط القبلة، وهو مجوف الشكل، ويقع بجانبه المنبر ويفصل بينهما عمود حجري مستدير يحمل عقدين مثلثين يعلوهما حفر على الجص لصف أفقي من الشرفات الصغيرة مع كلمة (لا إله إلا الله محمد رسول الله) وسنة إتمام البناء، ويتوسط العبارة ثلاث مثلثات على هيئة هرم صغير، وقد تم تكسية المنبر والمحراب بلياسة الجص، أما المحراب الثاني فيقع وسط حائط القبلة بالخلوة، وهو مجوف الشكل ويعلوه عقد مثلث محاط بإطار من اللياسة الجصية.

#### الأبواب
أبواب المسجد أغلبها مكون من شرائح الخشب الطويلة والمثبتة بعوارض خشبية، مع وجود مسامير على القطع العرضية، وتخلو أبواب المسجد من الزخارف والنقوش.

#### الأسقف
تم تسقيف المسجد بعوارض خشبية من جذوع شجر الأثل مرصوصة بشكل أفقي على مسافات تتراوح بين 15 إلى 25 سم محمل عليها طبقة رقيقة من الأحجار الصخرية، وطبقة طينية بسمك 15 سم، ويتم صرف مياه الامطار من سطح المسجد إلى الخارج عن طريق ميازيب مجوفة من خشب الأثل

#### الأعمدة
يحتوي المسجد على أعمدة حجرية مستديرة تحمل سقف كل من بيت الصلاة والخلوة، ويتكون العمود من مجموعة من الخرزات الحجرية المرصوصة فوق بعضها البعض ومغطاة بلياسة الطين والجص، ويتكون من بيت الصلاة من (24) عموداً موزعة على ثلاثة صفوف تحمل تيجاناً حجرية، وعقود مثلثة الشكل، أما الخلوة فتحتوي على (24) عموداً موزعة على ثلاثة صفوف تحمل تيجاناً مستطيلة تتكون من مستويين تعلوها جسور خشبية.